# Яковлева, Лидия Артёмовна
Лидия Артёмовна Яковлева (род. 14 августа 2001 года, Санкт-Петербург, Россия) — российская прыгунья с трамплина, победительница этапа Кубка мира сезона 2018/2019 г, чемпионка России 2018 года.

## Спортивная карьера
Обучается в Колледже олимпийского резерва № 1, Выборгская СДЮШОР, «Динамо». Мастер спорта.
В Кубке мира дебютировала на последнем этапе олимпийского сезона 2017/18 в немецком Оберстдорфе, где дважды занимала места в четвёртом десятке.
На первом этапе Кубка мира 2018/19 в норвежском Лиллехаммере в первый день заняла восьмое место на нормальном трамплине, набрав первые в карьере кубковые очки, а во второй день неожиданно для многих одержала победу на том же трамплине, опередив по итогам двух попыток на 4,9 балла норвежку Марен Лундбю. Эта победа стала второй для российских спортсменок в истории Кубков мира (до Лидии в сезоне 2013/14 на домашнем этапе в Чайковском первенствовала Ирина Аввакумова). В заключительный день соревнований показала шестой результат на большом трамплине.

## Победа на этапах Кубка мира (1)
| Номер | Сезон     | Дата           | Место       | Трамплин                        | Соревнование      |
| ----- | --------- | -------------- | ----------- | ------------------------------- | ----------------- |
| 1     | 2018/2019 | 1 Декабря 2018 | Лиллехаммер | Нормальный трамплин HТ98 (ночь) | личное первенство |